# Nemertesia nigra
Nemertesia nigra is een hydroïdpoliep uit de familie Plumulariidae. De poliep komt uit het geslacht Nemertesia. Nemertesia nigra werd in 1900 voor het eerst wetenschappelijk beschreven door Nutting. 